# 盧成均
盧成均（10世纪?—1007年），北宋宜州起事领袖。
宋朝宜州知州劉家規馭下嚴酷，1007年七月，軍校陳進趁眾怨将他殺死。推举判官盧成均為南平王。忠州刺史曹利用率军攻擊，九月，盧成均投降曹利用，陳進和盧成均被殺。